# 충현서원 (경기)
충현서원 (경기)(沙川書院)은 대한민국 경기도 광명시에 위치했었던 조선 시대의 서원이다. 1712년에 창건되었으며, 강감찬, 서견, 이원익을 제향했었다.